# Instalaza C-90
El  C-90  és un llançacoets que dispara una granada propulsada per coet de 90 mm fabricat per Instalaza a Saragossa (Espanya). L'arma és d'un sol ús, disparable des de l'espatlla i transportable per un sol infant.

## Versions
Hi ha diverses versions, dissenyades específicament per a batre diferents objectius:
- Ocupació general: C-90C
- Anti-búnquer: C-90BK
- Anti-tanc: C-90CR
- Anti-blindatge/fragmentació (cap de guerra en tàndem): C-90CR-BK
- Fumígens/incendiari
- Antipersona: C-90AM
- Entrenament

## Característiques
- C90-C 90mm HEAT
  - Abast: 200 m
  - Penetració: 500 mm (blindatge) o 1200mm (ciment)
- C90-CR 90mm HEAT
  - Abast: 200 m
  - Penetració: 400mm (blindatge)
- C90-CR-BK cap de guerra en tàndem
  - La primera càrrega és de penetració i la segona càrrega és una granada de fragmentació

## Operadors
Espanya
- Exèrcit de Terra
- Infanteria de Marina
- Exèrcit de l'Aire (EZAPAC)
- Guàrdia Civil (GAR)

 Equador
- Exèrcit Equatorià

 Itàlia
- Exèrcit de Terra. D'ús en les forces especials. Versions C-90CR antiblindatge, C-90AM antipersona i C-90BK antibúnker.[2]

 Malàisia
- Exèrcit Malai